# Рублёвская улица
Рублёвская у́лица — улица в Западном административном округе Москвы на территории района Кунцево.

## История
Рублёвская улица возникла на территории посёлка Рублёво, который в 1969 году вошёл в состав Москвы.
Получила своё название в 1946 году.
Большая часть улицы, входящей в частный сектор, расселена и снесена во второй половине 1980-х годов в ходе строительства ДК «Рублёво». В 1990-х годах от неё остался лишь небольшой садово-огородный кусочек с единственным сохранявшимся домом № 10, располагавшимся на берегу Москвы-реки. Дом несколько лет был почти заброшенным, и в конце концов был сожжён приблизительно на рубеже веков. К нынешнему времени жилых домов на Рублёвской улице не осталось. На месте частного сектора, относящегося к Рублёвской улице, в настоящее время строится православный храм «Неувядаемый Цвет».

## Магистрали
Рублёвская улица граничит с улицей Василия Ботылёва.

## Социально-значимые объекты
Рядом с Рублёвской улицей находятся:
- Река Москва[5]
- Школа олимпийского резерва № 94
- Шоу-театр «Ростовые куклы»
- Дом культуры

## Транспорт
- Метро:
  - Станция «Молодёжная»
- Автобусы:
  - Остановка «Рублёво»: № 450м, 696м, 357м, 626, 129
  - Остановка «Улица Василия Ботылёва»: № 450м, 696м, 357м, 626, 129